# Mitr Chaibancha

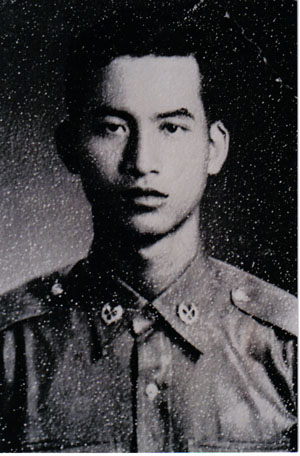

Mitr Chaibancha (thaï : มิตร ชัยบัญชา) (son vrai nom est พันจ่าอากาศโท พิเชษฐ์ ชัยบัญชา (นามสกุลเดิม พุ่มเหม) / Pichet Pumhem), né le 28 janvier 1934 dans la province de Phetchaburi - mort le 8 octobre 1970 à Pattaya, est un acteur thaïlandais.
Son aptitude à endosser n'importe quel rôle lui permet de toucher aussi bien le public féminin (comédie musicale, drame, romance) que masculin (western, horreur, action)[Quoi ?].
Son impressionnante stature de près d'1 mètre 90 (la taille moyenne des hommes en Thaïlande est autour d'1 mètre 60 à son époque) en fait un bon sportif qui remporte plusieurs titres de boxe thaïe dans la catégorie des poids légers.
C'est un acteur très prolifique, ayant joué dans plus de 300 films de 1956 à 1970.
Malheureusement, il ne reste plus qu'une centaine de ses films en bon état, les autres sont perdus ou très détériorés car on ne faisait souvent que 4 ou 5 copies que l'on usait "jusqu'à la corde". 
Mitr Chaibancha est avec Sombat Methanee (สมบัติ เมทะนี), Tony Jaa (Panom Yeerum (thaï : พนม ยีรัมย์, khmer : Cha Phnom Yiram ចាភ្ំ យីរុាំ)) et Sorapong Chatree (สรพงษ์ ชาตรี) l'un des plus populaires acteurs du cinéma en Thaïlande.
Au sommet de sa carrière dans les années 1960, de 1962 à 1970, Mitr Chaibancha joue très souvent avec l'actrice Petchara Chaowarat (เพชรา เชาวราษฎร์) (dans 192 films) : c'est le couple mythique acteur / actrice (à l'écran comme à la vie) des années 1960.
Il enchaîne les films à succès. Sur les 75 à 100 films produits chaque année par l'industrie cinématographique thaïlandaise durant cette période, Mitr a joué dans près de la moitié d'entre eux.
Il meurt accidentellement le 8 octobre 1970 sur la plage Dongtan à Pattaya lors d'une chute d'hélicoptère durant la cascade de la dernière scène du film L'Aigle d'or (en).
Il était un acteur extrêmement actif, toujours en mouvement, allant d'un tournage à l'autre et dormant de deux à trois heures par nuit. Il n'avait pas le temps de répéter (comme Petchara Chaowarat) donc ses répliques lui étaient dictées par des souffleurs. Sachant que sa propre voix ne serait pas enregistrée, il tendait à compenser cette contrainte en déployant un jeu d'expression comme au temps du cinéma muet.
En effet, la plupart des films thaïlandais, jusqu'aux années 1970 et même au début des années 1980, étaient tournés en 16 mm couleur et  n'avaient pas de bande son nous raconte Aliosha Herrera dans les Cahiers du cinéma. Des doubleurs célèbres comme Monsieur Konjanard (Somsak Songwonsuk surnommé "Konchanat") à Khon Kaen en Isan, Rong Kaomoonkadee ou Juree Osiri relatés par Apichatpong Weerasethakul ou aussi comme Maratsi Itsarangkun Na Ayutthaya et son époux Mom Luang Ruchira, "l'homme aux six voix" à Bangkok ou Chaicharoen Duangphatra à Songkhla (et bien d'autres) faisaient en direct lors de la projection la voix virile et posée du héros; la voix virginale et haut perchée de l'héroïne; les voix vulgaires et éraillées des personnages "négatifs"; les voix vénéneuses des stars érotiques; les voix chevrotantes des vieilles mâchant du bétel; les bruitages etc..

## Biographie

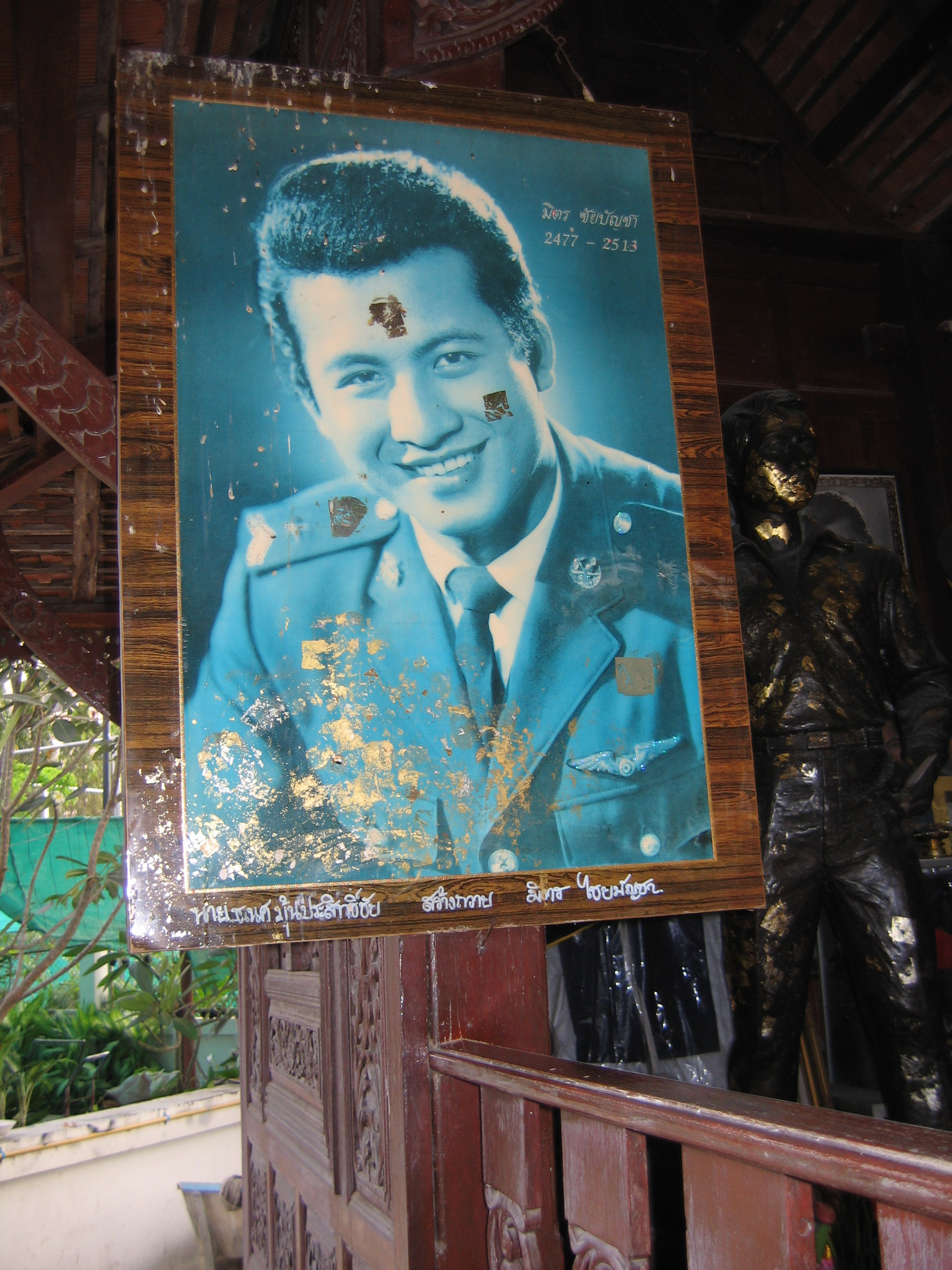

Mitr Chaibancha est né dans la pauvreté sous le nom de Pichet Pumhem. Ses parents se séparent quand il est encore bébé. À l'âge de 8 ans, Mitr et sa mère emménagent à Bangkok où il commence à prendre des cours de boxe thaï. Il devient champion poids léger à l'âge de 18 ans en représentant son école en 1952, et continue jusqu'à remporter trois titres de poids légers. Après avoir terminé ses études secondaires, il entre à l'université Pranakhon. Il est ensuite accepté à l'école d'aviation de la Force aérienne royale thaïlandaise où il suit une formation de pilote. Après cela, il travaille comme instructeur de vol à la base aérienne Don Muang (en).
En 1956, certains amis montrent sa photo à la journaliste Kingkaew Kaewprasert, qui le présente à Surat Pukkawet, l'éditeur d'un magazine de cinéma. C'est ses débuts dans le cinéma. Mitr ne tarde pas à jouer dans son premier film, ชาติเสือ / Chart Sua (L'Instinct du tigre) (1958). C'est à cette occasion qu'il décide de changer son nom de Pichet Pumhem en Mitr Chaibancha. Il attire l'attention du public après avoir joué dans จ้าวนักเลง / Chao Nakleng (Le Seigneur des gangsters), interprétant le personnage de Rom Ritthikrai issu de la série de romans อินทรีแดง / Insee Daeng (L'Aigle rouge) de l'auteur Sake Dusit.
Il épouse sa femme, Jaruwan, en 1959. En 1961, ils ont un fils, Yuthana, ou Ton. Le mariage se termine cependant sur un divorce.

### Apogée de sa célébrité

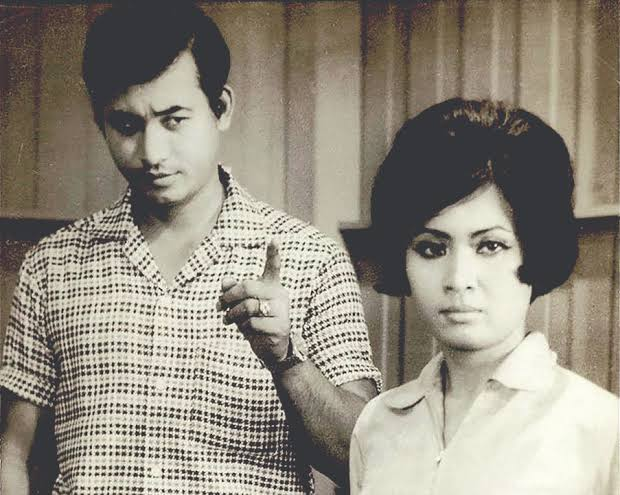
Mitr Chaibancha et Petchara Chaowarat dans les années 60

En 1962, Mitr joue dans บันทึกรักของพิมพ์ฉวี / Banthuk Rak Pimchawee (Le Journal intime de Pimchawee), son premier film avec Petchara Chaowarat. C'est le début d'un des partenariats héros-héroïnes les plus célèbres de l'histoire cinématographique thaïlandaise. Le duo Mitr-Petchara fait 192 films ensemble.
Son plus célèbre film des années 1970, en duo avec Petchara, est Monrak luk thung (en) (L'Amour magique de la campagne), une comédie romantique musicale avec pour fond la vie rurale thaïlandaise.
Un autre de ses films les plus connus est Pet Tad Pet (Opération Bangkok), tourné à la fois à Bangkok et à Hong Kong, et avec les acteurs Kecha Plianvitheee et Luecha Naruenart comme antagonistes, ainsi que l'actrice vedette hongkongaise Regina Piping.
Monrak luk thung est l'un de ses derniers films. Il reste 6 mois à l'affiche à Bangkok en 1970 et totalise 6 millions de baht de recettes, son succès étant stimulé par la bande son très appréciée et la mort accidentelle de Mitr lors du tournage de L'Aigle d'or (en).

### Son dernier film
L'Aigle rouge le premier film que Mitr produit lui-même. Il reprend son personnage à succès, le combattant du crime masqué, Insee Daeng (Aigle rouge), l'alter ego secret du détective alcoolique Rom Rittikrai.
Le dernier jour de tournage, Mitr, ayant vaincu les méchants, doit s'envoler vers le soleil couchant dans un hélicoptère. Tandis que la caméra filme, Mitr saute depuis le sol pour attraper une échelle de corde suspendue à l'appareil, réussissant seulement à atteindre l'échelon le plus bas. Ignorant cela, le pilote de l'hélicoptère s'élève de plus en plus haut, et Mitr perd finalement prise et s'écrase au sol. L'accident est filmé et est même laissé dans la version finale du film. La chute fatale a depuis été retirée des versions DVD du film, Mitr s'envolant simplement au loin et un texte à l'écran rendant hommage à l'acteur.
Une autre mort va faire de 1970 une année difficile pour l'industrie cinématographique thaïlandaise, car plusieurs mois plus tôt le réalisateur Rattana Pestonji s'était effondré lors d'un discours exhortant les responsables gouvernementaux à soutenir l'industrie cinématographique nationale. Il est mort plusieurs heures plus tard.
La mort de Mitr est considérée comme un accident tragique. Pour des mesures de sécurité, il aurait dû y avoir deux prises pour la scène finale. La première aurait filmé Mitr en train de saisir l'échelle et de s'envoler à basse altitude. Ensuite, une doublure cascadeur aurait effectué une deuxième prise à une altitude plus élevée.

## Funérailles et postérité

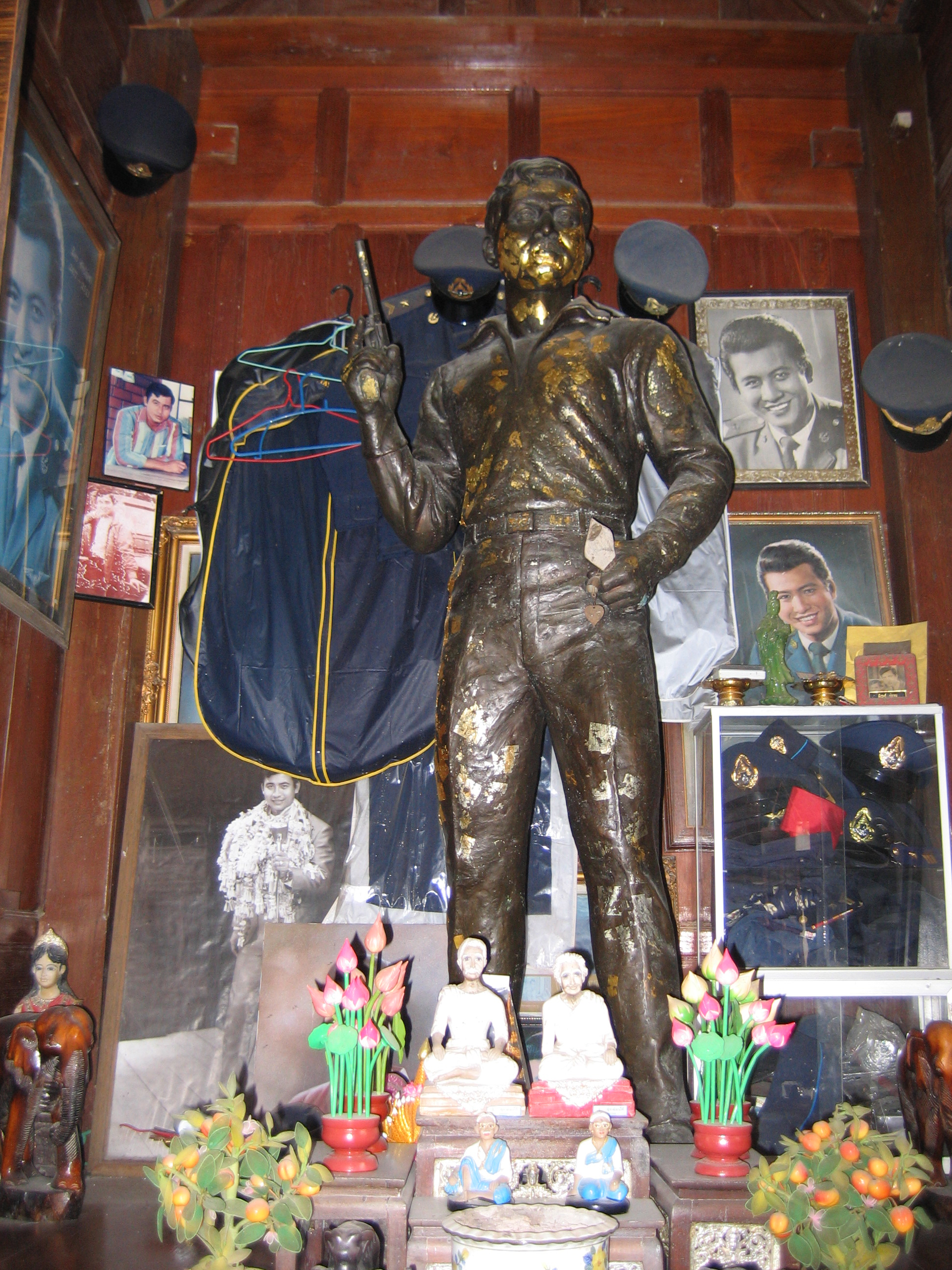
Statue de Mitr Chaibancha au sanctuaire de la plage Jomtien à Pattaya.

Le jour de ses funérailles, les rues menant au temple bouddhiste sont bondées par des dizaines de milliers de personnes essayant d'assister à sa crémation. Dans le DVD de L'Aigle rouge, sorti en 2005 en Thaïlande, l'une des vidéos bonus est une séquence de la cérémonie de crémation. Le corps de Mitr est élevé pour que la foule puisse apercevoir la vedette morte. Son ex-femme et son fils lui survivent.
Un sanctuaire commémoratif est situé dans une petite rue de Pattaya, le long de la route Jomtien devant le Ministère du Revenu à Amphoe Bang Lamung, derrière l'hôtel Jomtien Palm Beach. Il est ouvert de 6h00 à 18h00 tous les jours. À l'intérieur de la maison des esprits se trouve une statue de Mitr tenant un pistolet dans sa main droite, qui rappelle ses nombreux rôles d'action au cinéma. Les murs sont couverts de photographies et d'autres souvenirs. Les chasseurs de trésors, les chercheurs de numéros gagnants à la loterie... visitent le sanctuaire, secouent des bâtons de Kau cim (en) puis expriment des souhaits sur des tablettes accrochées au sanctuaire. S'ils sont réalisés, les heureux chanceux reviennent et achètent une petite offrande pour laisser au sanctuaire.

## Filmographie partielle
- 1958 : ชาติเสือ / Chart Sua (L'Instinct du tigre)
- 1959 : เหนือมนุษย์
- 1959 : จ้าวนักเลง / Chao Nakleng (Le Seigneur des gangsters)
- 1962 : บันทึกรักของพิมพ์ฉวี / Banthuk Rak Pimchawee (Le Journal intime de Pimchawee / Journal d'amour de Pimchawee / Love Diary of Pimchawee)
- 1962 : ทับสมิงคลา
- 1963 : อวสานอินทรีแดง
- 1963 : จำเลยรัก
- นกน้อย, 1964, un des nombreux films avec Mitr Chaibancha et Petchara Chaowarat1964 : นกน้อย
- 1965 : นางสาวโพระดก
- 1965 : อ้อมอกดิน

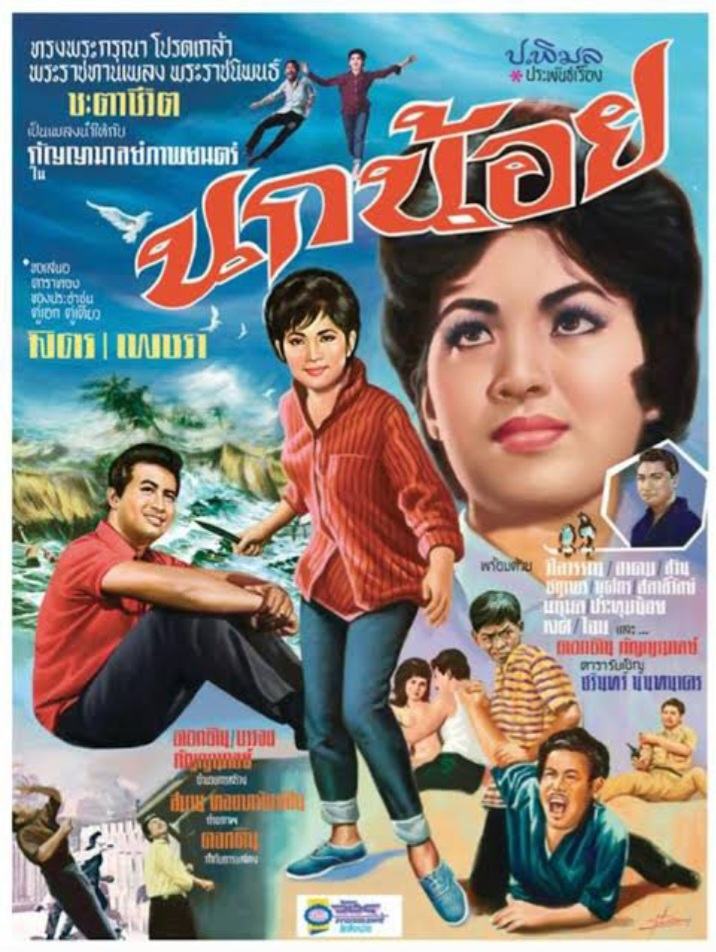
นกน้อย, 1964, un des nombreux films avec Mitr Chaibancha et Petchara Chaowarat

- 1965 : เงิน เงิน เงิน (Money Money Money)[14]
- 1966 : วังไพร
- 1966 : พระอภัยมณี (Phra Apai Mani)
- 1966 : ปีศาจดำ
- 1966 : Opération Bangkok (เพชรตัดเพชร / Pet Tad Pet)
- 1966 : ชุมทางหาดใหญ่
- 1966 : เกิดเป็นหงส์
- 1967 : ไทรโศก
- 1967 : Operation Revenge (ทรชนคนสวย / Torachon Khon Suay)[15]
- 1968 : Top Secret (คนเหนือคน)
- 1968 : จ้าวอินทรี Chao Insee (The Eagle)
- 1968 : ยอดแก่น
- 1968 : รักเอย
- 1968 : อีแตน
- 1969 : Loy Krathong (ลอยกระทง)
- 1969 : ปีศาจเสน่หา
- 1969 : Sand Castle (ปราสาททราย)
- 1970 : Flyer and Magic Sword (อัศวินดาบกายสิทธิ์)
- 1970 : มนต์รักลูกทุ่ง
- 1970 : แม่ย่านาง
- 1970 : กำแพงเงินตรา
- 1970 : Monrak Luk Thung (มนต์รักลูกทุ่ง) (L'Amour magique de la campagne / Un amour magique à la campagne)[16]
- 1970 : L'aigle d'or (Golden Eagle) (อินทรีทอง) (Insee thong)
- 1971 : คนึงหา
- 1971 : จำปาทอง
- 1971 : Le Tigre et le Dragon
- 1974 : กังหันสวาท